# Svetlana Čimrova
Svetlana Michajlovna Čimrova (in russo Светлана Михайловна Чимрова?; Mosca, 15 aprile 1996) è una nuotatrice russa.

## Carriera
Campionessa giovanile nei 100 m farfalla e vicecampionessa nei 50 m farfalla agli Europei juniores di Anversa 2012, lo stesso anno Svetlana Čimrova ha disputato a livello senior gli Europei in vasca corta di Chartres 2012 piazzandosi al quinto posto nella staffetta 4x50 m stile libero. La staffetta 4x100 m misti le ha valso la medaglia di bronzo ai Mondiali di Barcellona 2013, e poi si è laureata campionessa mondiale giovanile nei 50 e nei 100 m farfalla (a cui si aggiungono altri due ori conquistati nelle staffette) ai campionati di Dubai 2013. 
Čimrova ha preso parte alle Olimpiadi di Rio de Janeiro 2016 piazzandosi al sesto posto con la Russia nella staffetta 4x100 m misti, mentre non è riuscita a superare le batterie dei 100 m farfalla. Con la stessa staffetta si è rifatta ai Mondiali di Budapest 2017, raggiungendo il secondo posto dietro gli Stati Uniti.
Agli Europei di Glasgow 2018 è salita alla ribalta guadagnando complessivamente quattro medaglie. Insieme ad Anastasija Fesikova, Julija Efimova e Marija Kameneva ha ottenuto il primo posto con la staffetta 4x100 m misti, a cui si sono aggiunte le tre medaglie d'argento vinte nei 100 e 200 m farfalla e nella staffetta 4x100 m misti mista.

## Palmarès
- Mondiali

Barcellona 2013: bronzo nella 4x100m misti.
Budapest 2017: argento nella 4x100m misti.
- Europei

Berlino 2014: bronzo nella 4x100m misti mista.
Glasgow 2018: oro nella 4x100m misti, argento nei 100m farfalla, nei 200m farfalla e nella 4x100m misti mista.
Budapest 2020: argento nella 4x100m misti e bronzo nei 200m farfalla.
- Europei in vasca corta

Kazan 2021: oro nei 200m farfalla e bronzo nella 4x50m misti mista.
- Universiadi

Gwangju 2015: argento nei 50m farfalla.
- Mondiali giovanili

Dubai 2013: oro nei 50m farfalla, nei 100m farfalla, nella 4x100m misti e nella 4x100m misti mista.
- Europei giovanili

Belgrado 2011: bronzo nei 50m farfalla.
Anversa 2012: oro nei 100m farfalla e argento nei 50m farfalla.

## International Swimming League
| Stagione 2020     | Stagione 2021     |
| ----------------- | ----------------- |
| New York Breakers | New York Breakers |